# Pterotaea crickmeri
Pterotaea crickmeri är en fjärilsart som beskrevs av Sperry 1946. Pterotaea crickmeri ingår i släktet Pterotaea och familjen mätare. Inga underarter finns listade.